# CLDND2
CLDND2 (англ. Claudin domain containing 2) – білок, який кодується однойменним геном, розташованим у людей на довгому плечі 19-ї хромосоми. Довжина поліпептидного ланцюга білка становить 167 амінокислот, а молекулярна маса — 17 984.
| 10         |  | 20         |  | 30         |  | 40         |  | 50         |
| ---------- |  | ---------- |  | ---------- |  | ---------- |  | ---------- |
| MGVKRSLQSG |  | GILLSLVANV |  | LMVLSTATNY |  | WTRQQEGHSG |  | LWQECNHGIC |
| SSIPCQTTLA |  | VTVACMVLAV |  | GVGVVGMVMG |  | LRIRCDEGES |  | LRGQTTSAFL |
| FLGGLLLLTA |  | LIGYTVKNAW |  | KNNVFFSWSY |  | FSGWLALPFS |  | ILAGFCFLLA |
| DMIMQSTDAI |  | SGFPVCL    |  |            |  |            |  |            |

A: Аланін

C: Цистеїн

D: Аспарагінова кислота

E: Глутамінова кислота

F: Фенілаланін

G: Гліцин

H: Гістидин

I: Ізолейцин

K: Лізин

L: Лейцин

M: Метіонін

N: Аспарагін

P: Пролін

Q: Глутамін

R: Аргінін

S: Серин

T: Треонін

V: Валін

W: Триптофан

Локалізований у мембрані.